# Víctor Diogo
Víctor Hugo Diogo Silva (ur. 9 kwietnia 1958) – piłkarz urugwajski, czarnoskóry obrońca. Wzrost 177 cm, waga 81 kg.
Diogo swoją karierę piłkarską rozpoczął w klubie CA Peñarol, z którym odniósł liczne sukcesy - czterokrotnie sięgnął po mistrzostwo Urugwaju (w 1978, 1979, 1981 i 1982), dotarł do półfinału turniejów Copa Libertadores 1979 i Copa Libertadores 1981 oraz zwyciężył w turnieju Copa Libertadores 1982. W 1982 zdobył Puchar Interkontynentalny, a następnie dotarł do finału Copa Libertadores 1983.
W reprezentacji Urugwaju zadebiutował 20 września 1979 w Asunción, w bezbramkowy meczu z Paragwajem w ramach turnieju Copa América. Ostatecznie w turnieju Copa América 1979 Urugwaj odpadł w fazie grupowej, a Diogo zagrał jeszcze w rewanżowym spotkaniu z Paragwajem, zakończonym remisem 2:2.
Wziął udział w turnieju Copa América 1983, w którym Urugwaj zdobył tytuł mistrza Ameryki Południowej. Zagrał w drugiej połowie ostatniego meczu grupowego z Wenezuelą w Caracas, a następnie w obu meczach półfinałowych z Peru oraz w obu meczach finałowych z Brazylią. W pierwszym meczu finałowym zdobył swoją jedyną bramkę dla reprezentacji, ustalając wynik meczu na 2:0.
W 1986 przeniósł się do Brazylii, do klubu SE Palmeiras, którego barwy reprezentował podczas finałów mistrzostw świata w 1986 roku. Urugwaj dotarł do 1/8 finału, a Diogo zagrał we wszystkich meczach grupowych - z Niemcami, Danią i Szkocją.
W reprezentacji Urugwaju rozegrał od 1979 do 13 czerwca 1986 33 mecze i zdobył 1 bramkę
Ostatnim poważnym sukcesem klubowym Diogo było wicemistrzostwo stanu São Paulo w 1986 roku.